# Edward Babák

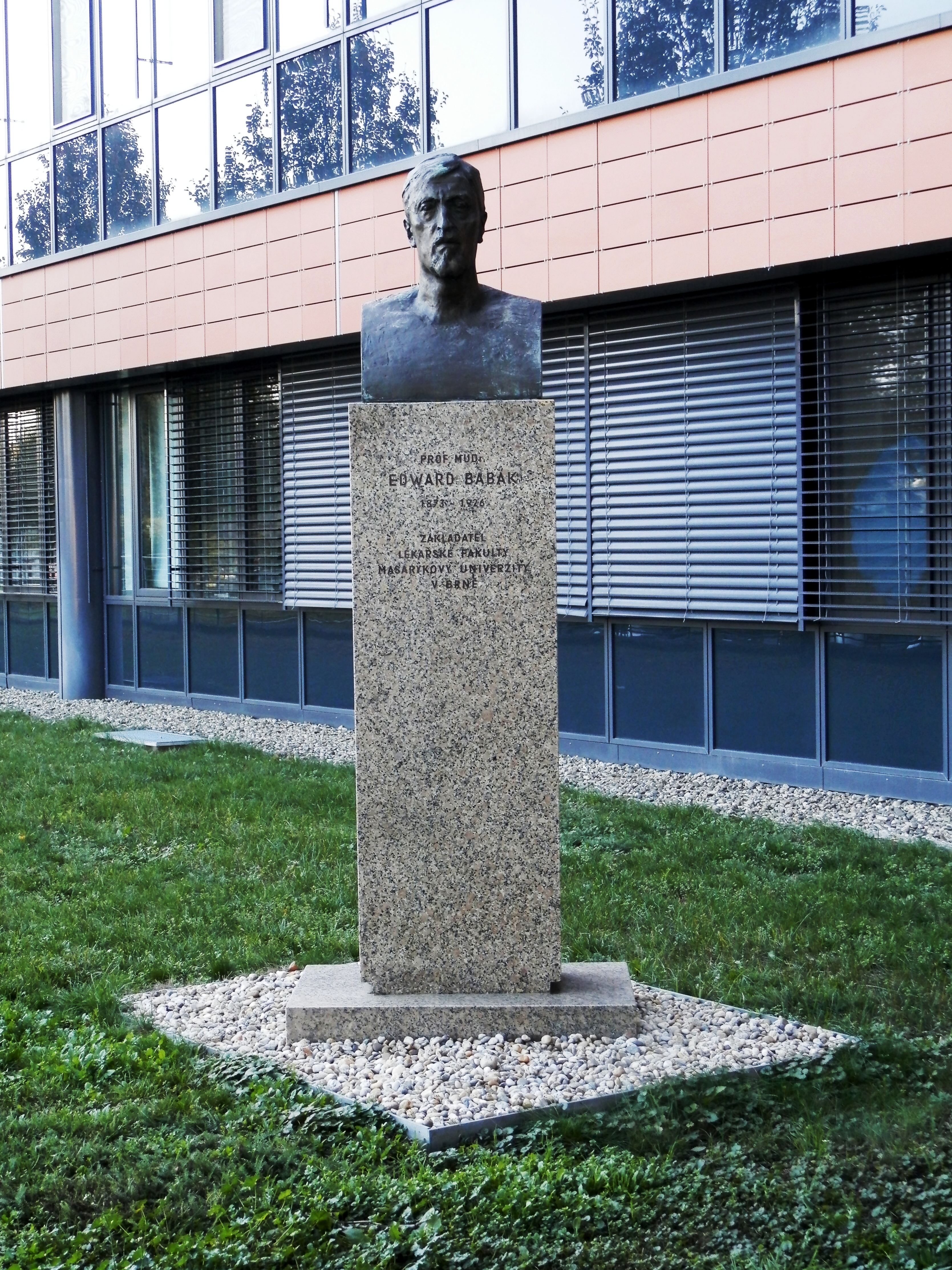
Socha Edwarda Babáka v univerzitním kampusu Masarykovy univerzity

Edward Babák (8. června 1873 Smidary – 29. května 1926 Brno) byl český lékař, fyziolog, první rektor Vysoké školy zvěrolékařské a šestý rektor Masarykovy univerzity v Brně. Zabýval se i obecnou biologií a duševním vývojem dětí.

## Život
Narodil se 8. června 1873 ve Smidarech do rodiny tamního lékaře Františka Babáka a jeho manželky Marie, rozené Pompeové, pokřtěn byl jmény Eduard Josef. Od 1884 do 1892 studoval na gymnáziu v Jičíně. Od září 1892 byla ovdovělá matka Marie Babáková (1853–??) se syny Eduardem a Josefem (1875–??) policejně hlášena na Královských Vinohradech u Prahy.
V letech 1893–1898 vystudoval medicínu a fyziologii na lékařské fakultě české Karlo-Ferdinandovy univerzity v Praze, poté v letech 1898–1901 studoval filozofii a přírodní vědy na filozofické fakultě téže univerzity. Od roku 1898 působil jako odborný asistent Františka Mareše ve Fyziologickém ústavu. V roce 1903 začal vyučovat obecnou fyziologii na české Karlo-Ferdinandově univerzitě. V roce 1919 byl Babák jmenován řádným profesorem a dne 16. dubna 1923, MVDr. honoris causa. V letech 1919–1921 byl rektorem Vysoké školy zvěrolékařské v Brně, později děkanem lékařské fakulty (1921–1922) a rektorem Masarykovy univerzity v Brně (1924–1925). Zemřel 29. května 1926 v Brně ve věku 52 let na trombózu žil po zlomení kotníku. Po rozloučení s akademickou obcí v Brně 2. června 1926 byl převezen do Vokovic u Prahy, kde byl 4. června 1926 pohřben.
Dne 14. ledna 1899 se na Smíchově oženil s Marií Věrou Opoleckou.